# شاخص شرایط روسازی

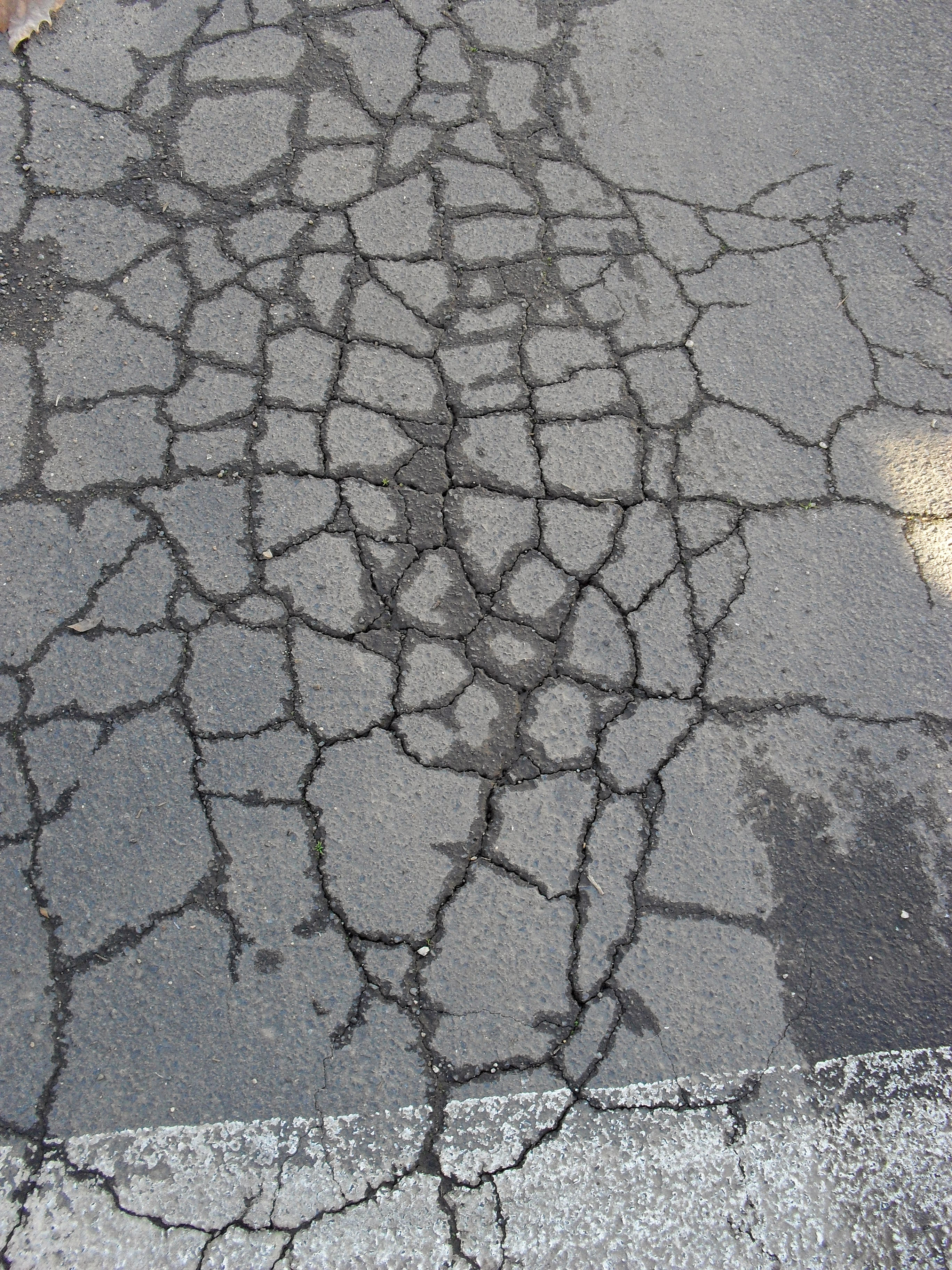
ترک‌های سوسماری از ترک‌های رایج در روسازی هستند که در محاسبه شاخص شرایط روسازی هم استفاده می‌شوند.

شاخص شرایط روسازی (به انگلیسی: Pavement Condition Index) یا PCI شاخصی عددی برای اندازه‌گیری سلامت روسازی است. این شاخص عددی بین ۰ و ۱۰۰ است، که ۰ نمایانگر راه با کیفیت بسیار پایین و ۱۰۰ نشان‌دهنده روسازی بدون نقص است. شاخص PCI دربردارنده ترک‌ها و بقیه معایب روسازی است، بنابراین محاسبه آن نیازمند جمع‌آوری داده دربارهٔ انواع ترک‌های روسازی، شدت و اندازهٔ آنهاست. این شاخص در بسیاری کشورهای دنیا برای اندازه‌گیری سلامت راه‌های بتنی و آسفالتی به کار گرفته می‌شود. شاخص شرایط روسازی نخستین بار توسط ارتش آمریکا معرفی شد، اما فرایند محاسبه آن امروزه توسط ای‌اس‌تی‌ام بین‌الملل استانداردسازی شده‌است.
استاندارد ای‌اس‌تی‌ام شرایط راه را بنابر مقدار PCI مطابق جدول زیر به هفت دسته تقسیم می‌کند، اما در عمل مقادیر زیر ۴۰ نشانگر تقریباً غیرقابل استفاده بودن روسازی است.
| مقادیر PCI | شرایط روسازی |
| ---------- | ------------ |
| ۸۵–۱۰۰     | خوب          |
| ۷۰–۸۵      | رضایت‌بخش     |
| ۵۵–۷۰      | قابل قبول    |
| ۴۰–۵۵      | بد           |
| ۲۵–۴۰      | بسیار بد     |
| ۱۰–۲۵      | خطرناک       |
| ۰–۱۰       | گسیخته       |

## خرابی‌های راه
شاخص شرایط روسازی با جمع‌آوری داده دربارهٔ خرابی‌های مختلف راه محاسبه می‌شود. برخی از این خرابی‌ها عبارتند از:
- روزدگی قیر
- ترک خوردگی سوسماری
- ترک‌خوردگی طولی
- ترک‌خوردگی عرضی
- شیارافتادگی
- ترک‌خوردگی کناری
- چاله
- هوازدگی
- تورم
- سنگدانه سابیده
- دست‌انداز
- فرو افتادگی شانه
- ترک بلوکی
- وصله شدگی

## ارتباط با دیگر شاخص‌ها
شاخص شرایط روسازی تنها سنجه مورد استفاده در سنجش عملکرد راه نیست. سنجه‌های دیگری مثل شاخص سرویس‌دهی کنونی و شاخص بین‌المللی ناهمواری هم به وفور استفاده می‌شوند. اما PCI با دیگر شاخص‌های دیگر عملکرد روسازی همبستگی دارد. برای نمونه به‌طور کلی شاخص بین‌المللی ناهمواری رابطه معکوسی با PCI دارد. یک جاده تازه‌ساخت صاف با مقادیر IRI پایین معمولاً PCI بیشتری دارد. با این وجود، این رابطه همیشه برقرار نیست و جاده ای که دارای IRI پایین است می‌تواند PCI پایینی نیز داشته باشد و بالعکس. بنابراین، جمع‌آوری داده دربارهٔ یکی از این شاخص‌های عملکرد برای توصیف جامع وضعیت جاده لزوماً کافی نیست.